# Kateřina Siniaková/Tennissaison 2024
Dieser Artikel zeigt die Tennissaison 2024 von Kateřina Siniaková. Sie begann das Tennisjahr 2024 in Brisbane, zu diesem Zeitpunkt stand sie auf dem 50. Weltranglistenplatz im Einzel und Platz 11 im Doppel.

## Jahres-Zusammenfassung
Siniaková begann das neue Tennisjahr in Brisbane nur im Einzel, wo sie in der ersten Runde gegen Sloane Stephens verlor.
In Adelaide startet sie dann auch im Doppel, aber nicht mit ihrer langjahrigen Doppelpartnerin Barbora Krejčíková, von ihr hatte sie sich nach der letzten Saison im November getrennt. An ihrer Seite stand bei diesem Turnier Aljaksandra Sasnowitsch. Das erste Match gewannen sie denkbar knapp im Matchtiebreak gegen das an Position zwei setzte Team Gabriela Dabrowski/Erin Routliffe. Aufgrund einer Verletzung Sasnowitsch, konnten sie zum nächsten Spiel nicht antreten. Im Einzel erkämpfte sie sich die Hauptfeldteilnahme über die Qualifikation, wo sie im Achtelfinale Anastassija Pawljutschenkowa unterlag.
Anschließend ging es zu den Australian Open, im Einzel schied sie in der dritten Runde aus. Mit Storm Hunter spielte sie im Doppel, mit der sie auch bei den nächsten großen Turnieren zusammen spielten wollte. Im Viertelfinale kam es zum Duell gegen ihre ehemalige Partnerin Krejčíková, das sie mit 6:4 im dritten gewann. Am Netz gab es einen kalten Händedruck zwischen beiden.
In Linz und in Doha nahm sie wieder nur im Einzel teil, im Achtelfinale schied sie jeweils aus. In Dubai feierte sie ihren ersten Saisonerfolg mit Storm Hunter. Im Finale besiegten sie Nicole Melichar-Martinez/Ellen Perez mit 6:4 und 6:2. Im Einzel verlor sie in der ersten Runde. Bei den anschließenden drei Turnieren in San Diego, Indian Wells und Miami gewann sie jeweils die erste Runde und schied dann aus. Im Doppel erreichte sie in San Diego das Halbfinale und in Indian Wells ihr zweites Finale, das gegen Hsieh Su-wei/Elise Mertens verlor. Das Doppel hatte sie wegen einer Hüftverletzung kurzfristig abgesagt.
Im April beim Billie Jean King Cup hatte sich ihre Doppelpartnerin Storm Hunter die Achillessehne gerissen, weshalb sie den Rest der Saison mit anderen Partnerinnen spielte. In Madrid trat sie nur im Einzel an und in der ersten Runde verlor. In der Folgewoche triumphierte sie beim Challengerturnier in Lleida. Im Finale besiegte sie Mayar Sherif mit 6:4, 4:6 und 6:3. Bei den restlichen Sandplatzturnieren gewann sie im Einzel nur die erste Runde und schied dann aus. Dagegen triumphierte sie bei den French Open im Doppel an der Seite von Coco Gauff. Es war ihr insgesamt achter Grand-Slam-Titel und dritte French-Open-Titel.
Einen weiteren Grand-Slam-Titel im Doppel feierte sie bei den Wimbledon Championships in London, dieses Mal mit Taylor Townsend. Das Duo besiegte im Finale Gabriela Dabrowski/Erin Routliffe mit 7:65 und 7:61. Im Einzel verbuchte sie zwei Viertelfinaleinzüge, in Berlin und Bad Homburg, während dieser Rasenplatzsaison.
Beim Vorbereitungsturnier in Prag für die olympischen Spiele in Paris spielte sie erstmals auch wieder mit Barbora Krejčíková zusammen. Das Turnier gewannen sie souverän. In Paris verlor das für zwei Turniere wiedervereinte Duo im Viertelfinale gegen Mirra Andrejewa/Diana Schneider, die im Finale unterlagen und Silber gewannen.
Ihr zweites Halbfinale der Saison im Einzel erreichte sie in Cleveland, wo sie Beatriz Haddad Maia unterlag. Bei den US Open schieds sie in der ersten Runde wieder früh aus, als sie gegen Madison Keys verlor. Im Doppel erreichte sie das Halbfinale. Aufgrund dieses Erfolges war sie seit dem 9. September wieder die Nummer eins der Doppel-Weltrangliste.
Nach den US Open spielte sie im Einzel noch fünf Turniere in Asien, ihr bestes Ergebnis war das Halbfinale in Guangzhou. Hier erreichte sie auch ihren fünften und letzten Saisontitel im Doppel. Beim letzten WTA-Turnier des Jahres, den WTA Finals, gewannen sie und Taylor Townsend in der Vorrunde alle Spiele, zwei denkbar knapp erst im Matchtiebreak. Nach dem Halbfinalesieg verloren sie aber das Finale gegen Gabriela Dabrowski/Erin Routliffe mit 5:7 und 3:6.
Ihr letztes Match spielte sie beim Billie Jean King Cup im Doppel gegen Polen, das sie im Viertelfinale verlor.

## Gesamte Spiele
| 1R | 2R | 3R | AF | VF | HF | F | S |  | 1S | 2S | 3S |  | S | N |

(R#) Runde 1, 2, 3, (AF) Achtelfinale, (VF) Viertelfinale, (HF) Halbfinale, (F) Finale, (S) Sieg, (N) Niederlage
(S#) Spiel 1, 2, 3

### Einzel
| Turniere | Spiele | Runde | Gegnerin                     | Rang    | S/N      | Ergebnis              |
| --- | ------ | ----- | ---------------------------- | ------- | -------- | --------------------- |
| Brisbane International Brisbane, Australien WTA 500 Hartplatz 31. Dezember 2023 – 7. Januar 2024                   | 1      | 1R    | Sloane Stephens              | 44      | N        | 5:7, 4:6              |
| |        |       |                              |         |          |                       |
| Adelaide International Adelaide, Australien WTA 500 Hartplatz 8. – 13. Januar 2024                                 | 2      | Q1    | Wang Yafan                   | 97      | S        | 6:3, 7:63             |
| Adelaide International Adelaide, Australien WTA 500 Hartplatz 8. – 13. Januar 2024                                 | 3      | Q2    | Bernarda Pera                | 69      | S        | 6:3, 6:1              |
| Adelaide International Adelaide, Australien WTA 500 Hartplatz 8. – 13. Januar 2024                                 | 4      | 1R    | Karolína Plíšková            | 37      | S        | 6:2, 6:1              |
| Adelaide International Adelaide, Australien WTA 500 Hartplatz 8. – 13. Januar 2024                                 | 5      | AF    | Anastassija Pawljutschenkowa | 59      | N        | 6:2, 3:6, 2:6         |
| |        |       |                              |         |          |                       |
| Australian Open Melbourne, Australien Grand Slam Hartplatz 14. – 28. Januar 2024                                   | 6      | 1R    | Jaqueline Cristian           | 83      | S        | 6:2, 7:5              |
| Australian Open Melbourne, Australien Grand Slam Hartplatz 14. – 28. Januar 2024                                   | 7      | 2R    | Viktorija Golubic            | 85      | N        | 3:6, 6:2, 4:6         |
| |        |       |                              |         |          |                       |
| Upper Austria Ladies Linz Linz, Österreich WTA 500 Hartplatz (Halle) 29. Januar – 4. Februar 2024                  | 8      | 1R    | Petra Martić                 | 48      | S        | 4:6, 6:3, 7:5         |
| Upper Austria Ladies Linz Linz, Österreich WTA 500 Hartplatz (Halle) 29. Januar – 4. Februar 2024                  | 9      | AF    | Clara Burel                  | 52      | N        | 3:6, 7:5, 4:6         |
| |        |       |                              |         |          |                       |
| Qatar TotalEnergies Open Doha, Katar WTA 1000 Hartplatz 11. – 17. Februar 2024                                     | 10     | 1R    | Donna Vekić                  | 27      | S        | 7:5, 6:1              |
| Qatar TotalEnergies Open Doha, Katar WTA 1000 Hartplatz 11. – 17. Februar 2024                                     | 11     | 2R    | Coco Gauff                   | 3       | S        | 6:2, 6:4              |
| Qatar TotalEnergies Open Doha, Katar WTA 1000 Hartplatz 11. – 17. Februar 2024                                     | 12     | AF    | Danielle Collins             | 63      | N        | 4:6, 3:6              |
| |        |       |                              |         |          |                       |
| Dubai Duty Free Tennis Championships Dubai, Vereinigte Arabische Emirate WTA 1000 Hartplatz 19. – 24. Februar 2024 | 13     | 1R    | Emma Navarro                 | 23      | N        | 6:4, 5:7, 4:6         |
| |        |       |                              |         |          |                       |
| Cymbiotika San Diego Open San Diego, Vereinigte Staaten WTA 500 Hartplatz 26. Februar – 3. März 2024               | 14     | 1R    | Mai Hontama                  | 119     | S        | 6:3, 6:1              |
| Cymbiotika San Diego Open San Diego, Vereinigte Staaten WTA 500 Hartplatz 26. Februar – 3. März 2024               | 15     | AF    | Emma Navarro                 | 26      | N        | 3:6, 6:3, 1:6         |
| |        |       |                              |         |          |                       |
| BNP Paribas Open Indian Wells, Vereinigte Staaten WTA 1000 Hartplatz 6. – 17. März 2024                            | 16     | 1R    | Greet Minnen                 | 81      | S        | 7:5, 7:63             |
| BNP Paribas Open Indian Wells, Vereinigte Staaten WTA 1000 Hartplatz 6. – 17. März 2024                            | 17     | 2R    | Elina Switolina              | 17      | N        | 3:6, 6:2, 1:6         |
| |        |       |                              |         |          |                       |
| Miami Open Miami Gardens, Vereinigte Staaten WTA 1000 Hartplatz 19. – 31. März 2024                                | 18     | 1R    | Ana Bogdan                   | 66      | S        | 6:2, 6:4              |
| Miami Open Miami Gardens, Vereinigte Staaten WTA 1000 Hartplatz 19. – 31. März 2024                                | 19     | 2R    | Zheng Qinwen                 | 7       | N        | 6:4, 3:6, 0:1 Aufgabe |
| |        |       |                              |         |          |                       |
| Mutua Madrid Open Madrid, Spanien WTA 1000 Sand 23. April – 5. Mai 2024                                            | 20     | 1R    | Nadia Podoroska              | 66      | N        | 2:6, 6:72             |
| |        |       |                              |         |          |                       |
| Catalonia Open Lleida, Spanien WTA 125 Sand 30. April – 5. Mai 2024                                                | 21     | 1R    | Alycia Parks                 | 127     | S        | 6:2, 6:4              |
| Catalonia Open Lleida, Spanien WTA 125 Sand 30. April – 5. Mai 2024                                                | 22     | AF    | Lina Gjorcheska              | 218     | S        | 6:2, 6:2              |
| Catalonia Open Lleida, Spanien WTA 125 Sand 30. April – 5. Mai 2024                                                | 23     | VF    | Ashlyn Krueger               | 70      | S        | 2:6, 6:2, 6:1         |
| Catalonia Open Lleida, Spanien WTA 125 Sand 30. April – 5. Mai 2024                                                | 24     | HF    | Camila Osorio                | 63      | S        | 6:3, 6:4              |
| Catalonia Open Lleida, Spanien WTA 125 Sand 30. April – 5. Mai 2024                                                | 25     | S     | Mayar Sherif                 | 72      | S        | 6:4, 4:6, 6:3         |
| |        |       |                              |         |          |                       |
| Internazionali BNL d’Italia Rom, Italien WTA 1000 Sand 7. – 19. Mai 2024                                           | 26     | 1R    | Nuria Brancaccio             | 292     | S        | 6:4, 6:2              |
| Internazionali BNL d’Italia Rom, Italien WTA 1000 Sand 7. – 19. Mai 2024                                           | 27     | 2R    | Elise Mertens                | 30      | N        | 1:6, 4:6              |
| |        |       |                              |         |          |                       |
| Internationaux de Strasbourg Straßburg, Frankreich WTA 500 Sand 19. – 25. Mai 2024                                 | 28     | 1R    | Julija Putinzewa             | 37      | S        | 6:0, 7:5              |
| Internationaux de Strasbourg Straßburg, Frankreich WTA 500 Sand 19. – 25. Mai 2024                                 | 29     | AF    | Danielle Collins             | 12      | N        | 1:6, 2:6              |
| |        |       |                              |         |          |                       |
| French Open Paris, Frankreich Grand Slam Sand 26. Mai – 9. Juni 2024                                               | 30     | 1R    | Dalma Gálfi                  | 145     | S        | 7:5, 7:63             |
| French Open Paris, Frankreich Grand Slam Sand 26. Mai – 9. Juni 2024                                               | 31     | 2R    | Chloé Paquet                 | 136     | N        | 6:3, 6:72, 6:76       |
| |        |       |                              |         |          |                       |
| ecotrans Ladies Open Berlin, Deutschland WTA 500 Rasen 17. – 23. Juni 2024                                         | 32     | Q1    | Noma Noha Akugue             | 178     | S        | 6:3, 6:0              |
| ecotrans Ladies Open Berlin, Deutschland WTA 500 Rasen 17. – 23. Juni 2024                                         | 33     | Q2    | Julija Starodubzewa          | 153     | S        | 6:2, 6:2              |
| ecotrans Ladies Open Berlin, Deutschland WTA 500 Rasen 17. – 23. Juni 2024                                         | 34     | 1R    | Emma Navarro                 | 17      | S        | 6:4, 6:3              |
| ecotrans Ladies Open Berlin, Deutschland WTA 500 Rasen 17. – 23. Juni 2024                                         | 35     | AF    | Zheng Qinwen                 | 8       | S        | 6:4, 6:4              |
| ecotrans Ladies Open Berlin, Deutschland WTA 500 Rasen 17. – 23. Juni 2024                                         | 36     | VF    | Jessica Pegula               | 5       | N        | 6:72, 6:3, 3:6        |
| |        |       |                              |         |          |                       |
| Bad Homburg Open Bad Homburg, Deutschland WTA 500 Rasen 23. – 29. Juni 2024                                        | 37     | 1R    | Clara Burel                  | 43      | S        | 6:3, 6:77, 6:1        |
| Bad Homburg Open Bad Homburg, Deutschland WTA 500 Rasen 23. – 29. Juni 2024                                        | 38     | AF    | Ljudmila Samsonowa           | 43      | S        | 6:3, 6:73, 6:3        |
| Bad Homburg Open Bad Homburg, Deutschland WTA 500 Rasen 23. – 29. Juni 2024                                        | –      | VF    | Donna Vekić                  | 49      | kampflos | kampflos              |
| |        |       |                              |         |          |                       |
| Wimbledon Championships 2024 London, Vereinigtes Königreich Grand Slam Rasen 1. – 14. Juli 2024                    | 39     | 1R    | Marina Stakusic              | 164     | S        | 6:4, 6:2              |
| Wimbledon Championships 2024 London, Vereinigtes Königreich Grand Slam Rasen 1. – 14. Juli 2024                    | 40     | 2R    | Julija Putinzewa             | 35      | N        | 0:6, 6:4, 2:6         |
| |        |       |                              |         |          |                       |
| Livesport Prague Open Prag, Tschechien WTA 250 Sand 21. – 26. Juni 2024                                            | 41     | 1R    | Louisa Chirico               | 228     | S        | 7:5, 4:6, 6:3         |
| Livesport Prague Open Prag, Tschechien WTA 250 Sand 21. – 26. Juni 2024                                            | 42     | AF    | Laura Samson                 | 634     | N        | 6:1, 5:7, 3:6         |
| |        |       |                              |         |          |                       |
| Olympische Sommerspiele Paris, Frankreich Olympische Spiele Sand 27. Juli – 4. August 2024                         | 43     | 1R    | Clara Burel                  | 44      | N        | 6:73, 4:6             |
| |        |       |                              |         |          |                       |
| Cincinnati Open Cincinnati, Vereinigte Staaten WTA 1000 Hartplatz 13. – 19. August 2024                            | 44     | 1R    | Anna Kalinskaja              | 15      | N        | 6:1, 2:6, 3:6         |
| |        |       |                              |         |          |                       |
| Tennis in the Land Cleveland, Vereinigte Staaten WTA 250 Hartplatz 18. – 24. August 2024                           | 45     | 1R    | Sayaka Ishii                 | 284     | S        | 6:75, 6:3, 7:65       |
| Tennis in the Land Cleveland, Vereinigte Staaten WTA 250 Hartplatz 18. – 24. August 2024                           | 46     | AF    | Jéssica Bouzas Maneiro       | 80      | S        | 2:6, 6:4, 7:62        |
| Tennis in the Land Cleveland, Vereinigte Staaten WTA 250 Hartplatz 18. – 24. August 2024                           | 47     | VF    | Peyton Stearns               | 47      | S        | 1:6, 6:3, 6:4         |
| Tennis in the Land Cleveland, Vereinigte Staaten WTA 250 Hartplatz 18. – 24. August 2024                           | 48     | HF    | Beatriz Haddad Maia          | 23      | N        | 3:6, 6:2, 2:6         |
| |        |       |                              |         |          |                       |
| US Open New York City, Vereinigte Staaten Grand Slam Hartplatz 26. August – 8. September 2024                      | 49     | 1R    | Madison Keys                 | 14      | N        | 4:6, 1:6              |
| |        |       |                              |         |          |                       |
| Thailand Open Hua Hin, Thailand WTA 250 Hartplatz 16. – 22. September 2024                                         | 50     | 1R    | Arina Rodionova              | 115     | S        | 7:5, 6:1              |
| Thailand Open Hua Hin, Thailand WTA 250 Hartplatz 16. – 22. September 2024                                         | 51     | AF    | Nadia Podoroska              | 74      | N        | 3:6, 3:6              |
| |        |       |                              |         |          |                       |
| China Open Peking, Volksrepublik China WTA 1000 Hartplatz 25. September – 6. Oktober 2024                          | –      | 1R    | Freilos                      | Freilos | Freilos  | Freilos               |
| China Open Peking, Volksrepublik China WTA 1000 Hartplatz 25. September – 6. Oktober 2024                          | 52     | 2R    | Julija Starodubzewa          | 115     | N        | 2:6, 2:6              |
| |        |       |                              |         |          |                       |
| Dongfeng Voyah Wuhan Open Wuhan, Volksrepublik China WTA 1000 Hartplatz 7. – 13. Oktober 2024                      | 53     | 1R    | Alexandra Eala               | 148     | S        | 6:3, 6:1              |
| Dongfeng Voyah Wuhan Open Wuhan, Volksrepublik China WTA 1000 Hartplatz 7. – 13. Oktober 2024                      | 54     | 2R    | Aryna Sabalenka              | 2       | N        | 4:6, 4:6              |
| |        |       |                              |         |          |                       |
| Ningbo Open Ningbo, Volksrepublik China WTA 500 Hartplatz 14. – 30. Oktober 2024                                   | 55     | 1R    | Magda Linette                | 40      | S        | 6:2, 6:4              |
| Ningbo Open Ningbo, Volksrepublik China WTA 500 Hartplatz 14. – 30. Oktober 2024                                   | 56     | AF    | Darja Kassatkina             | 11      | N        | 6:1, 3:6, 2:6         |
| |        |       |                              |         |          |                       |
| Guangzhou Open Guangzhou, Volksrepublik China WTA 250 Hartplatz 21. – 27. Oktober 2024                             | 57     | 1R    | Petra Martić                 | 121     | S        | 6:2, 6:1              |
| Guangzhou Open Guangzhou, Volksrepublik China WTA 250 Hartplatz 21. – 27. Oktober 2024                             | 58     | AF    | Alycia Parks                 | 115     | S        | 6:1, 6:4              |
| Guangzhou Open Guangzhou, Volksrepublik China WTA 250 Hartplatz 21. – 27. Oktober 2024                             | 59     | VF    | Bernarda Pera                | 79      | S        | 6:4, 7:5              |
| Guangzhou Open Guangzhou, Volksrepublik China WTA 250 Hartplatz 21. – 27. Oktober 2024                             | 60     | HF    | Olga Danilović               | 86      | N        | 6:4, 4:6, 3:4 Aufgabe |

### Doppel
| Turniere | Spiele | Runde | Gegnerinnen                            | Rang    | S/N      | Ergebnis          |
| --- | ------ | ----- | -------------------------------------- | ------- | -------- | ----------------- |
| Adelaide International Adelaide, Australien WTA 500 Hartplatz 8. – 13. Januar 2024 Partnerin: Aljaksandra Sasnowitsch                      | 1      | 1R    | Gabriela Dabrowski Erin Routliffe      |         | S        | 6:4, 2:6, [10:8]  |
| Adelaide International Adelaide, Australien WTA 500 Hartplatz 8. – 13. Januar 2024 Partnerin: Aljaksandra Sasnowitsch                      | –      | VF    | Ljudmyla Kitschenok Jeļena Ostapenko   |         | kampflos | kampflos          |
| |        |       |                                        |         |          |                   |
| Australian Open Melbourne, Australien Grand Slam Hartplatz 14. – 28. Januar 2024 Partnerin: Storm Hunter                                   | 2      | 1R    | Camila Osorio Julija Putinzewa         |         | S        | 7:5, 7:5          |
| Australian Open Melbourne, Australien Grand Slam Hartplatz 14. – 28. Januar 2024 Partnerin: Storm Hunter                                   | 3      | 2R    | Destanee Aiava Maddison Inglis         |         | S        | 2:6, 7:5, 6:1     |
| Australian Open Melbourne, Australien Grand Slam Hartplatz 14. – 28. Januar 2024 Partnerin: Storm Hunter                                   | 4      | AF    | Jekaterina Alexandrowa Anna Kalinskaja |         | S        | 6:2, 6:2          |
| Australian Open Melbourne, Australien Grand Slam Hartplatz 14. – 28. Januar 2024 Partnerin: Storm Hunter                                   | 5      | VF    | Barbora Krejčíková Laura Siegemund     |         | S        | 4:6, 7:5, 6:4     |
| Australian Open Melbourne, Australien Grand Slam Hartplatz 14. – 28. Januar 2024 Partnerin: Storm Hunter                                   | 6      | HF    | Hsieh Su-wei Elise Mertens             |         | N        | 5:7, 6:1, 3:6     |
| |        |       |                                        |         |          |                   |
| Dubai Duty Free Tennis Championships Dubai, Vereinigte Arabische Emirate WTA 1000 Hartplatz 18. – 24. Februar 2024 Partnerin: Storm Hunter | –      | 1R    | Freilos                                | Freilos | Freilos  | Freilos           |
| Dubai Duty Free Tennis Championships Dubai, Vereinigte Arabische Emirate WTA 1000 Hartplatz 18. – 24. Februar 2024 Partnerin: Storm Hunter | 7      | AF    | Miyu Katō Aldila Sutjiadi              |         | S        | 6:2, 6:2          |
| Dubai Duty Free Tennis Championships Dubai, Vereinigte Arabische Emirate WTA 1000 Hartplatz 18. – 24. Februar 2024 Partnerin: Storm Hunter | 8      | VF    | Shūko Aoyama Aleksandra Krunić         |         | S        | 7:63, 6:4         |
| Dubai Duty Free Tennis Championships Dubai, Vereinigte Arabische Emirate WTA 1000 Hartplatz 18. – 24. Februar 2024 Partnerin: Storm Hunter | 9      | HF    | Gabriela Dabrowski Erin Routliffe      |         | S        | 6:4, 6:4          |
| Dubai Duty Free Tennis Championships Dubai, Vereinigte Arabische Emirate WTA 1000 Hartplatz 18. – 24. Februar 2024 Partnerin: Storm Hunter | 10     | S     | Nicole Melichar-Martinez Ellen Perez   |         | S        | 6:4, 6:2          |
| |        |       |                                        |         |          |                   |
| Cymbiotika San Diego Open San Diego, Vereinigte Staaten WTA 500 Hartplatz 26. Februar – 3. März 2024 Partnerin: Storm Hunter               | 11     | 1R    | Miriam Kolodziejová Katarzyna Piter    |         | S        | 7:5, 6:1          |
| Cymbiotika San Diego Open San Diego, Vereinigte Staaten WTA 500 Hartplatz 26. Februar – 3. März 2024 Partnerin: Storm Hunter               | 12     | VF    | Eri Hozumi Makoto Ninomiya             |         | S        | 6:4, 6:2          |
| Cymbiotika San Diego Open San Diego, Vereinigte Staaten WTA 500 Hartplatz 26. Februar – 3. März 2024 Partnerin: Storm Hunter               | 13     | HF    | Nicole Melichar-Martinez Ellen Perez   |         | N        | 7:5, 4:6, [9:11]  |
| |        |       |                                        |         |          |                   |
| BNP Paribas Open Indian Wells, Vereinigte Staaten WTA 1000 Hartplatz 6. – 17. März 2024 Partnerin: Storm Hunter                            | 14     | 1R    | Ashlyn Krueger Sloane Stephens         |         | S        | 6:3, 6:1          |
| BNP Paribas Open Indian Wells, Vereinigte Staaten WTA 1000 Hartplatz 6. – 17. März 2024 Partnerin: Storm Hunter                            | 15     | AF    | Marie Bouzková Sara Sorribes Tormo     |         | S        | 6:3, 6:0          |
| BNP Paribas Open Indian Wells, Vereinigte Staaten WTA 1000 Hartplatz 6. – 17. März 2024 Partnerin: Storm Hunter                            | 16     | VF    | Beatriz Haddad Maia Taylor Townsend    |         | S        | 7:65, 6:2         |
| BNP Paribas Open Indian Wells, Vereinigte Staaten WTA 1000 Hartplatz 6. – 17. März 2024 Partnerin: Storm Hunter                            | 17     | HF    | Asia Muhammad Ena Shibahara            |         | S        | 6:4, 6:4          |
| BNP Paribas Open Indian Wells, Vereinigte Staaten WTA 1000 Hartplatz 6. – 17. März 2024 Partnerin: Storm Hunter                            | 18     | F     | Hsieh Su-wei Elise Mertens             |         | N        | 3:6, 4:6          |
| |        |       |                                        |         |          |                   |
| Internazionali BNL d’Italia Rom, Italien WTA 1000 Sand 7. – 19. Mai 2024 Partnerin: Taylor Townsend                                        | 19     | 1R    | Shūko Aoyama Aleksandra Krunić         |         | S        | 6:3, 6:1          |
| Internazionali BNL d’Italia Rom, Italien WTA 1000 Sand 7. – 19. Mai 2024 Partnerin: Taylor Townsend                                        | 20     | AF    | Eri Hozumi Makoto Ninomiya             |         | S        | 6:2, 6:3          |
| Internazionali BNL d’Italia Rom, Italien WTA 1000 Sand 7. – 19. Mai 2024 Partnerin: Taylor Townsend                                        | 21     | VF    | Coco Gauff Erin Routliffe              |         | N        | 3:6, 6:73         |
| |        |       |                                        |         |          |                   |
| French Open Paris, Frankreich Grand Slam Sand 26. Mai – 9. Juni 2024 Partnerin: Coco Gauff                                                 | 22     | 1R    | Anna Danilina Xu Yifan                 |         | S        | 6:3, 6:0          |
| French Open Paris, Frankreich Grand Slam Sand 26. Mai – 9. Juni 2024 Partnerin: Coco Gauff                                                 | 23     | 2R    | Miriam Kolodziejová Anna Sisková       |         | S        | 6:1, 6:2          |
| French Open Paris, Frankreich Grand Slam Sand 26. Mai – 9. Juni 2024 Partnerin: Coco Gauff                                                 | 24     | AF    | Ena Shibahara Wang Xinyu               |         | S        | 6:4, 6:4          |
| French Open Paris, Frankreich Grand Slam Sand 26. Mai – 9. Juni 2024 Partnerin: Coco Gauff                                                 | 25     | VF    | Miyu Katō Nadija Kitschenok            |         | S        | 6:0, 6:2          |
| French Open Paris, Frankreich Grand Slam Sand 26. Mai – 9. Juni 2024 Partnerin: Coco Gauff                                                 | 26     | HF    | Caroline Dolehide Desirae Krawczyk     |         | S        | 5:7, 6:4, 6:2     |
| French Open Paris, Frankreich Grand Slam Sand 26. Mai – 9. Juni 2024 Partnerin: Coco Gauff                                                 | 27     | S     | Sara Errani Jasmine Paolini            |         | S        | 7:65, 6:3         |
| |        |       |                                        |         |          |                   |
| ecotrans Ladies Open Berlin, Deutschland WTA 500 Rasen 17. – 23. Juni 2024 Partnerin: Linda Nosková                                        | 28     | 1R    | Coco Gauff Jessica Pegula              |         | S        | 6:4, 6:0          |
| ecotrans Ladies Open Berlin, Deutschland WTA 500 Rasen 17. – 23. Juni 2024 Partnerin: Linda Nosková                                        | –      | VF    | Wiktoryja Asaranka Paula Badosa        |         | kampflos | kampflos          |
| ecotrans Ladies Open Berlin, Deutschland WTA 500 Rasen 17. – 23. Juni 2024 Partnerin: Linda Nosková                                        | 29     | HF    | Chan Hao-ching Weronika Kudermetowa    |         | N        | 4:6, 1:6          |
| |        |       |                                        |         |          |                   |
| Bad Homburg Open Bad Homburg, Deutschland WTA 500 Rasen 23. – 29. Juni 2024 Partnerin: Taylor Townsend                                     | 30     | 1R    | Olivia Nicholls Diane Parry            |         | N        | 6:2, 3:6, [8:10]  |
| |        |       |                                        |         |          |                   |
| Wimbledon Championships London, Vereinigtes Königreich Grand Slam Rasen 1. – 14. Juli 2024 Partnerin: Taylor Townsend                      | 31     | 1R    | Rabeka Masarova Linda Nosková          |         | S        | 6:3, 7:65         |
| Wimbledon Championships London, Vereinigtes Königreich Grand Slam Rasen 1. – 14. Juli 2024 Partnerin: Taylor Townsend                      | 32     | 2R    | Olivia Gadecki Elixane Lechemia        |         | S        | 6:4, 2:6, 6:1     |
| Wimbledon Championships London, Vereinigtes Königreich Grand Slam Rasen 1. – 14. Juli 2024 Partnerin: Taylor Townsend                      | 33     | AF    | Leylah Fernandez Ena Shibahara         |         | S        | 6:2, 7:63         |
| Wimbledon Championships London, Vereinigtes Königreich Grand Slam Rasen 1. – 14. Juli 2024 Partnerin: Taylor Townsend                      | 34     | VF    | Ljudmyla Kitschenok Jeļena Ostapenko   |         | S        | 6:1, 6:3          |
| Wimbledon Championships London, Vereinigtes Königreich Grand Slam Rasen 1. – 14. Juli 2024 Partnerin: Taylor Townsend                      | 35     | HF    | Hsieh Su-wei Elise Mertens             |         | S        | 3:6, 6:4, 6:4     |
| Wimbledon Championships London, Vereinigtes Königreich Grand Slam Rasen 1. – 14. Juli 2024 Partnerin: Taylor Townsend                      | 36     | S     | Gabriela Dabrowski Erin Routliffe      |         | S        | 7:65, 7:61        |
| |        |       |                                        |         |          |                   |
| Livesport Prague Open Prag, Tschechien WTA 250 Sand 21. – 26. Juli 2024 Partnerin: Barbora Krejčíková                                      | 37     | 1R    | Renáta Jamrichová Laura Samson         |         | S        | 6:3, 6:4          |
| Livesport Prague Open Prag, Tschechien WTA 250 Sand 21. – 26. Juli 2024 Partnerin: Barbora Krejčíková                                      | 38     | VF    | Priscilla Hon Zeynep Sönmez            |         | S        | 6:4, 6:1          |
| Livesport Prague Open Prag, Tschechien WTA 250 Sand 21. – 26. Juli 2024 Partnerin: Barbora Krejčíková                                      | –      | HF    | Hsieh Su-wei Tsao Chia-yi              |         | kampflos | kampflos          |
| Livesport Prague Open Prag, Tschechien WTA 250 Sand 21. – 26. Juli 2024 Partnerin: Barbora Krejčíková                                      | 39     | S     | Bethanie Mattek-Sands Lucie Šafářová   |         | S        | 6:3, 6:3          |
| |        |       |                                        |         |          |                   |
| Olympische Sommerspiele Paris, Frankreich Olympische Spiele Sand 27. Juli – 4. August 2025 Partnerin: Barbora Krejčíková                   | 40     | 1R    | Latisha Chan Chan Hao-ching            |         | S        | 6:4, 6:0          |
| Olympische Sommerspiele Paris, Frankreich Olympische Spiele Sand 27. Juli – 4. August 2025 Partnerin: Barbora Krejčíková                   | 41     | AF    | Shūko Aoyama Ena Shibahara             |         | S        | 7:5, 6:4          |
| Olympische Sommerspiele Paris, Frankreich Olympische Spiele Sand 27. Juli – 4. August 2025 Partnerin: Barbora Krejčíková                   | 42     | VF    | Mirra Andrejewa Diana Schneider        |         | N        | 1:6, 5:7          |
| |        |       |                                        |         |          |                   |
| Cincinnati Open Cincinnati, Vereinigte Staaten WTA 1000 Hartplatz 13. – 19. August 2024 Partnerin: Taylor Townsend                         | –      | 1R    | Freilos                                | Freilos | Freilos  | Freilos           |
| Cincinnati Open Cincinnati, Vereinigte Staaten WTA 1000 Hartplatz 13. – 19. August 2024 Partnerin: Taylor Townsend                         | 43     | AF    | Cristina Bucșa Xu Yifan                |         | S        | 6:3, 6:4          |
| Cincinnati Open Cincinnati, Vereinigte Staaten WTA 1000 Hartplatz 13. – 19. August 2024 Partnerin: Taylor Townsend                         | 44     | VF    | Leylah Fernandez Julija Putinzewa      |         | N        | 6:2, 1:6, [6:10]  |
| |        |       |                                        |         |          |                   |
| US Open New York City, Vereinigte Staaten Grand Slam Hartplatz 26. August – 8. September 2024 Partnerin: Taylor Townsend                   | 45     | 1R    | Lucia Bronzetti Ljudmila Samsonowa     |         | S        | 5:7, 6:2, 6:2     |
| US Open New York City, Vereinigte Staaten Grand Slam Hartplatz 26. August – 8. September 2024 Partnerin: Taylor Townsend                   | –      | 2R    | Marta Kostjuk Elena-Gabriela Ruse      |         | kampflos | kampflos          |
| US Open New York City, Vereinigte Staaten Grand Slam Hartplatz 26. August – 8. September 2024 Partnerin: Taylor Townsend                   | 46     | AF    | Asia Muhammad Heather Watson           |         | S        | 6:1, 5:7, 7:5     |
| US Open New York City, Vereinigte Staaten Grand Slam Hartplatz 26. August – 8. September 2024 Partnerin: Taylor Townsend                   | 47     | VF    | Demi Schuurs Luisa Stefani             |         | S        | 6:2, 6:3          |
| US Open New York City, Vereinigte Staaten Grand Slam Hartplatz 26. August – 8. September 2024 Partnerin: Taylor Townsend                   | 48     | HF    | Kristina Mladenovic Zhang Shuai        |         | N        | 5:7, 6:4, 3:6     |
| |        |       |                                        |         |          |                   |
| China Open Peking, Volksrepublik China WTA 1000 Hartplatz 25. September – 6. Oktober 2024 Partnerin: Taylor Townsend                       | 49     | 1R    | Ljudmyla Kitschenok Marta Kostjuk      |         | N        | 6:2, 6:77, [9:11] |
| |        |       |                                        |         |          |                   |
| Dongfeng Voyah Wuhan Open Wuhan, Volksrepublik China WTA 1000 Hartplatz 7. – 13. Oktober 2024 Partnerin: Jekaterina Alexandrowa            | 50     | 1R    | Ulrikke Eikeri Wu Fang-hsien           |         | S        | 6:4, 6:3          |
| Dongfeng Voyah Wuhan Open Wuhan, Volksrepublik China WTA 1000 Hartplatz 7. – 13. Oktober 2024 Partnerin: Jekaterina Alexandrowa            | 51     | AF    | Sara Errani Jasmine Paolini            |         | S        | 4:6, 6:4, [10:8]  |
| Dongfeng Voyah Wuhan Open Wuhan, Volksrepublik China WTA 1000 Hartplatz 7. – 13. Oktober 2024 Partnerin: Jekaterina Alexandrowa            | 52     | VF    | Tereza Mihalíková Olivia Nicholls      |         | S        | 7:5, 6:4          |
| Dongfeng Voyah Wuhan Open Wuhan, Volksrepublik China WTA 1000 Hartplatz 7. – 13. Oktober 2024 Partnerin: Jekaterina Alexandrowa            | 53     | HF    | Anna Danilina Irina Chromatschowa      |         | N        | 1:6, 4:6          |
| |        |       |                                        |         |          |                   |
| Guangzhou Open Guangzhou, Volksrepublik China WTA 250 Hartplatz 21. – 27. Oktober 2024 Partnerin: Zhang Shuai                              | 54     | 1R    | Liu Leyi Ni Ma Zhuoma                  |         | S        | 6:0, 6:1          |
| Guangzhou Open Guangzhou, Volksrepublik China WTA 250 Hartplatz 21. – 27. Oktober 2024 Partnerin: Zhang Shuai                              | 55     | VF    | Feng Shuo Yang Zhaoxuan                |         | S        | 6:1, 6:2          |
| Guangzhou Open Guangzhou, Volksrepublik China WTA 250 Hartplatz 21. – 27. Oktober 2024 Partnerin: Zhang Shuai                              | 56     | HF    | Anna Bondár Kimberley Zimmermann       |         | S        | 6:3, 6:1          |
| Guangzhou Open Guangzhou, Volksrepublik China WTA 250 Hartplatz 21. – 27. Oktober 2024 Partnerin: Zhang Shuai                              | 57     | S     | Katarzyna Piter Fanny Stollár          |         | S        | 6:4, 6:1          |
| |        |       |                                        |         |          |                   |
| WTA Finals Riyadh, Saudi-Arabien WTA Finals Hartplatz (Halle) 2. – 9. November 2024 Partnerin: Taylor Townsend                             | 58     | RR    | Nicole Melichar-Martinez Ellen Perez   |         | S        | 6:2, 6:2          |
| WTA Finals Riyadh, Saudi-Arabien WTA Finals Hartplatz (Halle) 2. – 9. November 2024 Partnerin: Taylor Townsend                             | 59     | RR    | Hsieh Su-wei Elise Mertens             |         | S        | 3:6, 6:3, [10:8]  |
| WTA Finals Riyadh, Saudi-Arabien WTA Finals Hartplatz (Halle) 2. – 9. November 2024 Partnerin: Taylor Townsend                             | 60     | RR    | Ljudmyla Kitschenok Jeļena Ostapenko   |         | S        | 3:6, 6:3, [11:9]  |
| WTA Finals Riyadh, Saudi-Arabien WTA Finals Hartplatz (Halle) 2. – 9. November 2024 Partnerin: Taylor Townsend                             | 61     | HF    | Chan Hao-ching Weronika Kudermetowa    |         | S        | 6:0, 7:65         |
| WTA Finals Riyadh, Saudi-Arabien WTA Finals Hartplatz (Halle) 2. – 9. November 2024 Partnerin: Taylor Townsend                             | 62     | F     | Gabriela Dabrowski Erin Routliffe      |         | N        | 5:7, 3:6          |
| |        |       |                                        |         |          |                   |
| Billie Jean King Cup Málaga, Spanien Hartplatz (Halle) 13. – 20. November 2024 Partnerin: Marie Bouzková                                   | 63     | VF    | Magdalena Fręch Katarzyna Kawa         |         | N        | 2:6, 4:6          |

## Saisonzahlen

### Frau gegen Frau
Die fett dargestellten Spielerinnen waren wenigstens bei einem Match in den Top 10 der Weltrangliste platziert.
| - Ana Bogdan 1:0 - Jéssica Bouzas Maneiro 1:0 - Nuria Brancaccio 1:0 - Clara Burel 1:2 - Louisa Chirico 1:0 - Danielle Collins 0:2 - Jaqueline Cristian 1:0 - Olga Danilović 0:1 - Alexandra Eala 1:0 - Dalma Gálfi 1:0 - Coco Gauff 1:0 - Lina Gjorcheska 1:0 - Viktorija Golubic 0:1 - Beatriz Haddad Maia 0:1 - Mai Hontama 1:0 - Sayaka Ishii 1:0 | - Anna Kalinskaja 0:1 - Madison Keys 0:1 - Ashlyn Krueger 1:0 - Darja Kassatkina 0:1 - Magda Linette 1:0 - Petra Martić 2:0 - Elise Mertens 0:1 - Greet Minnen 1:0 - Emma Navarro 1:2 - Noma Noha Akugue 1:0 - Camila Osorio 1:0 - Chloé Paquet 0:1 - Alycia Parks 2:0 - Anastassija Pawljutschenkowa 0:1 - Jessica Pegula 0:1 - Bernarda Pera 2:0 | - Karolína Plíšková 1:0 - Arina Rodionova 1:0 - Nadia Podoroska 0:2 - Julija Putinzewa 1:1 - Aryna Sabalenka 0:1 - Laura Samson 0:1 - Ljudmila Samsonowa 1:0 - Mayar Sherif 1:0 - Marina Stakusic 1:0 - Julija Starodubzewa 1:1 - Peyton Stearns 1:0 - Sloane Stephens 0:1 - Elina Switolina 0:1 - Donna Vekić 1:0 - Wang Yafan 1:0 - Zheng Qinwen 1:1 |

### Top-10-Spiele
| S/N        | S:N | Gegnerin        | Rang 1 | Turnier                           | Belag     | Runde | Ergebnis              | Rang 2 |
| ---------- | --- | --------------- | ------ | --------------------------------- | --------- | ----- | --------------------- | ------ |
| Sieg       | 1:0 | Coco Gauff      | 3      | Doha, Katar                       | Hartplatz | 2R    | 6:2, 6:4              | 42     |
| Niederlage | 1:1 | Zheng Qinwen    | 7      | Miami Gardens, Vereinigte Staaten | Hartplatz | 2R    | 6:4, 3:6, 0:1 Aufgabe | 42     |
| Sieg       | 2:1 | Zheng Qinwen    | 8      | Berlin, Deutschland               | Rasen     | AF    | 6:4, 6:4              | 30     |
| Niederlage | 2:2 | Jessica Pegula  | 5      | Berlin, Deutschland               | Rasen     | VF    | 6:72, 6:3, 3:6        | 30     |
| Niederlage | 2:3 | Aryna Sabalenka | 2      | Wuhan, Volksrepublik China        | Hartplatz | 2R    | 4:6, 4:6              | 37     |

### Weltranglistenposition
| gestiegen | gefallen |

 Einzel 
| Woche | 1  | 2  | 3  | 4  | 5  | 6  | 7  | 8  | 9  | 10 | 11 | 12 | 13 | 14 | 15 | 16 | 17 | 18 | 19 | 20 | 21 | 22 | 23 |
| Rang  | 50 | 49 | 49 | 49 | 49 | 42 | 42 | 39 | 43 | 41 | 41 | 42 | 42 | 41 | 41 | 40 | 40 | 40 | 36 | 36 | 34 | 33 | 33 |
|       |    |    |    |    |    |    |    |    |    |    |    |    |    |    |    |    |    |    |    |    |    |    |    |
| Woche | 24 | 25 | 26 | 27 | 28 | 29 | 30 | 31 | 32 | 33 | 34 | 35 | 36 | 37 | 38 | 39 | 40 | 41 | 42 | 43 | 44 | 45 | 46 |
| Rang  | 31 | 30 | 27 | 36 | 36 | 38 | 38 | 38 | 38 | 38 | 36 | 36 | 36 | 37 | 37 | 37 | 37 | 37 | 41 | 48 | 44 | 46 | 46 |

 Doppel 
| Woche | 1  | 2  | 3  | 4  | 5  | 6  | 7  | 8  | 9  | 10 | 11 | 12 | 13 | 14 | 15 | 16 | 17 | 18 | 19 | 20 | 21 | 22 | 23 |
| Rang  | 11 | 13 | 13 | 13 | 23 | 22 | 21 | 22 | 15 | 12 | 12 | 16 | 16 | 14 | 13 | 13 | 13 | 13 | 12 | 12 | 11 | 11 | 11 |
|       |    |    |    |    |    |    |    |    |    |    |    |    |    |    |    |    |    |    |    |    |    |    |    |
| Woche | 24 | 25 | 26 | 27 | 28 | 29 | 30 | 31 | 32 | 33 | 34 | 35 | 36 | 37 | 38 | 39 | 40 | 41 | 42 | 43 | 44 | 45 | 46 |
| Rang  | 5  | 5  | 5  | 5  | 5  | 2  | 2  | 2  | 2  | 2  | 2  | 2  | 2  | 1  | 1  | 1  | 1  | 1  | 1  | 1  | 1  | 1  | 1  |

### Preisgeld
| Einzel          |            |          |
| Turnier         | Preisgeld  | Summe    |
| Brisbane        | $12.200    | $12.200  |
| Adelaide        | $13.170    | $25.370  |
| Australian Open | AU$180.000 |          |
| Linz            | €11.823    | $166.080 |
| Doha            | $36.454    | $202.534 |
| Dubai           | $14.800    | $217.334 |
| San Diego       | $13.590    | $230.924 |
| Indian Wells    | $42.000    | $272.924 |
| Miami           | $34.500    | $307.424 |
| Madrid          | €20.360    | $        |
| Lleida          | €13.040    | $        |
| Rom             | €13.965    | $        |
| Straßburg       | €11.925    | $        |
| French Open     | €110.000   | $        |
| Berlin          | €21.660    | $        |
| Bad Homburg     | €23.445    | $        |
| Wimbledon       | £93.000    | $617.819 |
| Prag            | $4.040     | $621.859 |
| Cincinnati      | $14.800    | $636.659 |
| Cleveland       | $11.610    | $648.269 |
| US Open         | $100.000   | $748.269 |
| Hua Hin         | $4.040     | $752.309 |
| Peking          | $34.500    | $786.809 |
| Wuhan           | $20.714    | $807.523 |
| Ningbo          | $13.950    | $821.473 |
| Guangzhou       | $11.610    | $833.083 |
|                 |            | $833.083 |

| Doppel          |            |            |
| Turnier         | Preisgeld  | Summe      |
| Adelaide        | $4.255     | $4.255     |
| Australian Open | AU$113.750 | $79.488    |
| Dubai           | $77.080    | $156.568   |
| San Diego       | $8.215     | $164.783   |
| Indian Wells    | $118.400   | $283.183   |
| Rom             | €17.370    | $          |
| French Open     | €295.000   | $          |
| Berlin          | €7.140     | $          |
| Bad Homburg     | €2.235     | $          |
| Wimbledon       | £325.000   | $929.928   |
| Prag            | $6.410     | $936.338   |
| Cincinnati      | $12.045    | $948.383   |
| US Open         | $95.000    | $1.043.383 |
| Peking          | $9.320     | $1.052.703 |
| Wuhan           | $23.357    | $1.076.060 |
| Guangzhou       | $6.410     | $1.082.470 |
| WTA Finals      | $302.500   | $1.384.970 |
|                 |            | $1.384.970 |

| Gesamt |            |
| Einzel | $833.083   |
| Doppel | $1.384.970 |
|        | $2.218.053 |